# Super Lovers
Super Lovers (スーパーラヴァーズ, Sūpāravāzu) é uma série de manga shōnen-ai publicada na revista Emerald por Miyuki Abe, autora de Hakkenden: Tōhō Hakken Ibun. A adaptação em animé produzida pelo Studio Deen, estreou-se a 6 de abril de 2016, sendo transmitida simultaneamente nos países lusófonos pela Crunchyroll.

## Enredo
A história centra-se no relacionamento desenvolvido entre Haru e seu irmão mais novo adotivo Ren.

## Personagens

### Família Kaidō
Haru Kaidō (海棠 晴, Kaidō Haru)
Voz de: Toshiyuki Morikawa (CD drama), Tomoaki Maeno (animé)
O irmão mais velho. Ele é o irmão adotivo de Ren e o meio-irmão de Aki e Shima. Cinco anos atrás, após ir para o Canadá, ele conhece Ren. Embora Ren o trate com hostilidade, Haru consegue fazer Ren abrir seu coração. No entanto, Haru perde suas memórias daquele verão quando regressa ao Japão, devido a um acidente. Ele possui ascendência canadiana.
Ren Kaidō (海棠 零, Kaidō Ren)
Voz de: Hiroshi Kamiya, Yūko Sanpei (jovem) (CD drama), Junko Minagawa (animé)

Aki Kaidō (海棠 亜樹, Kaidō Aki)
Voz de: Jun Fukuyama (CD drama), Yoshitsugu Matsuoka (animé)

Shima Kaidō (海棠 蒔麻, Kaidō Shima)
Voz de: Daisuke Ono (CD drama), Takuma Terashima (animé)

Takashi Kaidō (海棠 崇, Kaidō Takashi)
Voz de: Teruaki Ogawa (CD drama)

Ruri Kaidō (海棠 留理, Kaidō Ruri)
Voz de: Yūko Sasaki (CD drama)

### Outros
Ikuyoshi Sasaki (佐々木 郁芳, Sasaki Ikuyoshi)
Voz de: Itsuki Takizawa (CD drama), Ayumu Murase (animé)
Jūzen Kurosaki (黒崎 十全, Kurosaki Jūzen)
Voz de: Kazuyuki Okitsu (CD drama), Jun Fukushima (animé)
Haruko D. Dieckmann (春子・D・ディークマン, Haruko Di Dīkuman)
Voz de: Atsuko Tanaka (CD drama e animé)
Mikiko Kashiwagi (柏木 幹子, Kashiwagi Mikiko)
Voz de: Yoko Soumi (CD drama e animé)
Kiri Kondō (近藤 紀里, Kondō Kiri)
Voz de: Eri Kitamura (CD drama), Ryoko Shiraishi (animé)
Kiyoka (清華, Kiyoka)
Voz de: Mitsuki Saiga (CD drama e animé)

## Média

### Manga
Abe começou a publicar Super Lovers na revista Ciel em 2009, antes da mudança para a revista Emerald, após o seu lançamento a 31 de agosto de 2014. Em agosto de 2024, o manga contou com dezoito volumes publicados.

#### Volumes
| N.º | Data de lançamento     | ISBN              |
| --- | ---------------------- | ----------------- |
| 1   | 28 de julho de 2010    | 978-4-04-854500-6 |
| 2   | 26 de novembro de 2010 | 978-4-04-854562-4 |
| 3   | 28 de junho de 2011    | 978-4-04-854644-7 |
| 4   | 28 de novembro de 2011 | 978-4-04-120074-2 |
| 5   | 30 de agosto de 2012   | 978-4-04-120388-0 |
| 6   | 1 de novembro de 2013  | 978-4-04-120900-4 |
| 7   | 1 de agosto de 2014    | 978-4-04-101894-1 |
| 8   | 1 de agosto de 2015    | 978-4-04-103300-5 |
| 9   | 30 de abril de 2016    | 978-4-04-104150-5 |
| 10  | 1 de janeiro de 2017   | 978-4-04-104151-2 |
| 11  | 1 de setembro de 2017  | 978-4-04-105295-2 |
| 12  | 28 de dezembro de 2018 | 978-4-04-107622-4 |
| 13  | 30 de agosto de 2019   | 978-4-04-108600-1 |
| 14  | 1 de setembro de 2020  | 978-4-04-109799-1 |
| 15  | 1 de setembro de 2021  | 978-4-04-111665-4 |
| 16  | 1 de setembro de 2022  | 978-4-04-112834-3 |
| 17  | 1 de setembro de 2023  | 978-4-04-113998-1 |
| 18  | 30 de agosto de 2024   | 978-4-04-115199-0 |
| 19  | 1 de setembro de 2025  | —                 |

### Animé
O animé foi anunciado num folheto incluído na reimpressão do primeiro volume do manga √W.P.B. de Shungiku Nakamura. Foi dirigido por Shinji Ishihira e escrito por Yoshiko Nakamura, com a animação realizada pelo estúdio Studio Deen e os desenhos das personagens feitos por Miki Takihara. O tema de abertura é Okaeri, interpretado por Yūsuke Yata e o tema de encerramento é Happiness YOU&ME, interpretado por Kaidō 4 Kyōdai (dobradores de Ren, Haru, Aki e Shima).
Tendo dez episódios, a série estreou-se a 6 de abril de 2016, sendo transmitida na Tokyo MX, Sun TV, BS11, Chiba TV, tvk, Mie TV, TVQ Kyushu Broadcasting, Gifu Broadcasting e TV Saitama. Nos países lusófonos, é transmitida em simultâneo pela Crunchyroll.
Um OVA será incluído no décimo volume do manga, cujo lançamento acontece a 1 de janeiro de 2017.

#### Episódios
| #  | Título                               | Exibição original   |
| -- | ------------------------------------ | ------------------- |
| 1  | "Verde Floresta" "Forest Green"      | 6 de abril de 2016  |
| 2  | "Olho Negro" "Black Eye"             | 13 de abril de 2016 |
| 3  | "Um Natal Branco" "White Christmas"  | 20 de abril de 2016 |
| 4  | "Grama Jovem" "Young Grass"          | 27 de abril de 2016 |
| 5  | "Flor De Cerejeira" "Cherry Blossom" | 4 de maio de 2016   |
| 6  | "Céu Nublado" "Cloudy Sky"           | 11 de maio de 2016  |
| 7  | "Caninos Brancos" "White Fang"       | 18 de maio de 2016  |
| 8  | "Céu Azul" "Blue Sky"                | 25 de maio de 2016  |
| 9  | "Estação Chuvosa" "Rainy Season"     | 1 de junho de 2016  |
| 10 | "Tempestade Do Verão" "Summer Storm" | 8 de junho de 2016  |